# Wiktoria Różańska
Wiktoria Różańska z domu Witkowska (ur. 10 marca 1927 w Piasecznie, zm. 16 grudnia 2017 w Otwocku) – polska operator maszyn, poseł na Sejm PRL IV i V kadencji.

## Życiorys
Córka Michała i Marianny z domu Milewskiej. W 1941 skończyła szkołę podstawową, a w 1943 została zatrudniona w zakładach ogrodniczych w Zalesiu. Później zajmowała stanowisko operatora stanowisk próżniowych w Doświadczalnych Zakładach Lampowych w Iwicznej. W 1963 zasiadła w Radzie Zakładowej, w której była sekretarzem.
Zasiadała w Zarządzie Głównym Ligi Kobiet. W 1965 i 1969 jako bezpartyjna uzyskiwała mandat posła na Sejm PRL w okręgu Pruszków. Przez dwie kadencje zasiadała w Komisji Pracy i Spraw Socjalnych.